# Culicoides mikros
Culicoides mikros är en tvåvingeart som beskrevs av Dyce och Meiswinkel 1995. Culicoides mikros ingår i släktet Culicoides och familjen svidknott. Inga underarter finns listade i Catalogue of Life.